# Loxomphalia
Loxomphalia là một chi nhện trong họ Theraphosidae.

## Các loài
Chi này gồm các loài:
- Loxomphalia rubida Simon, 1889